# Jabal ar Rahrah
Le jabal ar Rahrah (arabe : جبل الراعي) est un sommet des monts Hajar, dans le Nord-Est des Émirats arabes unis, dans l'émirat de Ras el Khaïmah.
Il a une altitude de 1 691 m, et est entièrement situé dans les Émirats arabes unis.

## Toponymie
Il est parfois orthographié jabal Rahah, jabal Rāḩah, jabal ar Rahrah ou jabal ar Raḩraḩ.
Le nom du jabal ar Rahrah a été enregistré dans la documentation et les cartes produites entre 1950 et 1960 par l'arabisant britannique, cartographe, militaire et diplomate Julian F. Walker (en) lors des travaux effectués pour l'établissement des frontières entre les États de la Trêve, complétés plus tard par le ministère de la Défense du Royaume-Uni, sur des cartes à l'échelle 1:100 000 publié en 1971.
Il apparaît également avec l'orthographe Jabal Ar Raḩraḩ, dans l'Atlas national des Émirats arabes unis.

## Géographie

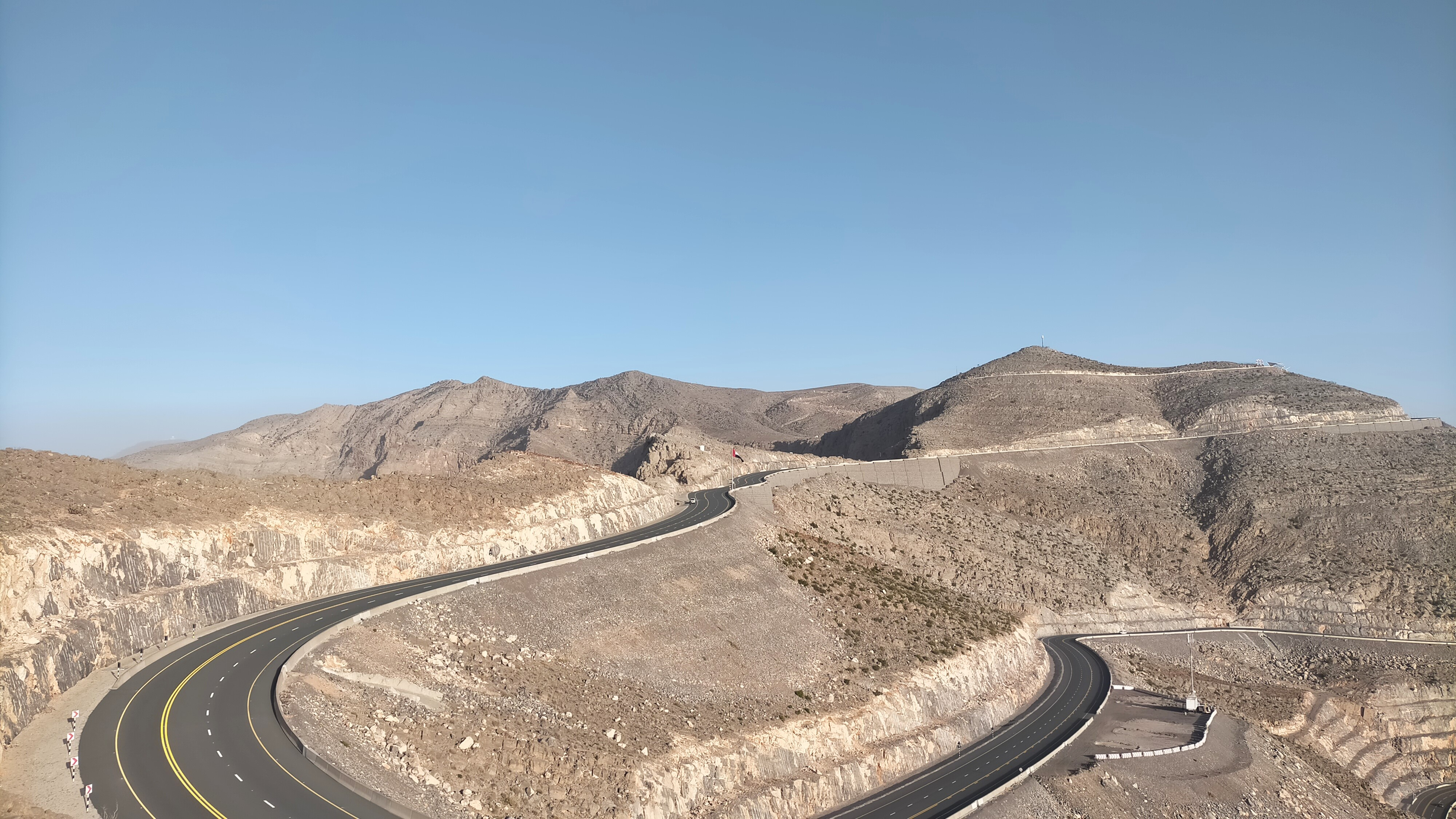
Le jabal ar Rahrah vu du nord-ouest.

Le jabal ar Rahrah est la plus haute montagne des Émirats arabes unis située entièrement sur son territoire, à 3,37 km au sud-ouest du jabal Bil Ays (1 911 m), dont le sommet est partagé avec le sultanat d'Oman.

## Population
La zone géographique du jabal ar Rahrah était historiquement peuplée par la tribu Bani Shatair (en), l'une des deux sections principales du Shihuh (en), tribu semi-nomade, qui occupait, entre autres territoires, la zone tribale Bani Bakhit.